# Spherillo raffaelei
Spherillo raffaelei är en kräftdjursart som först beskrevs av Arcangeli1927.  Spherillo raffaelei ingår i släktet Spherillo och familjen Armadillidae. Inga underarter finns listade i Catalogue of Life.